# Hornické učiliště v Jáchymově
Hornické učiliště v Jáchymově byla ve své době ojedinělá hornická škola působící v letech 1716 až 1762.

## Historie školy
Založeno bylo z příkazu císaře Karla VI. dne 13. října 1716. Tehdy se jednalo o jedinou školu svého druhu na světě a jejím úkolem bylo připravovat báňské odborníky pro celou Habsburskou monarchii. V jiných evropských zemích ale již tehdy také probíhalo vzdělávání horníků, byť na jiném principu, a jeho úrovně jáchymovské učiliště po dobu své existence dosahovalo obtížně.
Do učení byli každý rok přijímáni čtyři mladí horníci. V roce 1733 vypracoval český báňský inspektor Jan František Lauer instrukce pro výuku, které zahrnovaly povinné vyučování matematiky, užívání latinskojazyčných učebnic a laboratorní práce.
Zrušeno bylo patentem Marie Terezie ze dne 10. března 1762 a báňská výuka byla k zajištění vyšší úrovně vzdělávání přesunuta na univerzitní půdu.

## Dědictví školy
Patentem, kterým byla škola zrušena, byl zřízen v roce 1763 při pražské univerzitě Ústav mineralogie a metalurgie (dnes součást Přírodovědecké fakulty Univerzity Karlovy), jehož částí se Hornické učiliště stalo.
Podle Lauerových osnov pro výuku se postupovalo i v učilišti v Banské Štiavnici, založeném po jáchymovském vzoru, kam byla v 70. letech 18. století přesunuta veškerá báňská výuka z českých zemí.